# 1178

## Догађаји
- 30. јун – Цар Фридрих I Барбароса крунисан је за краља Бургундије у Арлу. Церемонију ће поновити 1186. године. Вративши се у Немачку, покреће поступак против Хенрија III (Лава), војводе од Саксоније, кога су саксонски племићи оптужили за кршење краљевог мира.
- 17. јул – Сараценски пирати са Балеарских острва пљачкају цистерцитски манастир Светог Онората на Леринским острвима и град Тулон, убивши око 300 људи и заробивши их. Преживели заробљеници су ослобођени са Балеарских острва 1185. године.
- Краљ Гиорги III од Грузије побеђује побуну племића и проглашава своју 18-годишњу ћерку Тамару (Велику) за сувладара Грузије.
- Орио Мастропјеро је изабран од стране Савета четрдесеторица за дужда Венеције, након пензионисања Себастијана Зијанија.
- Португалске снаге под краљем Афонсом I Освајачем освајају град Бежу од Алмохада.
- 17. август – Одвија се битка док латинске снаге нападају околину Хаме, Сирија.
- Криви торањ у Пизи почиње да се нагиње, док је трећи ниво завршен.
- Антипапа Каликст III се покорава папи Александру III након што је владао 10 година уз подршку Фридриха I.

## Смрти
- Свети Герасим Вологодски

- Филипа Антиохијска